# 디트로이트 라이언스

워드마크

디트로이트 라이언스(영어: Detroit Lions)는 미국 미시간주 디트로이트에 본거지를 둔 NFL팀이다. NFC 북부지구에 소속되어 있다.